# 西鉄バス北九州・浅野自動車営業所

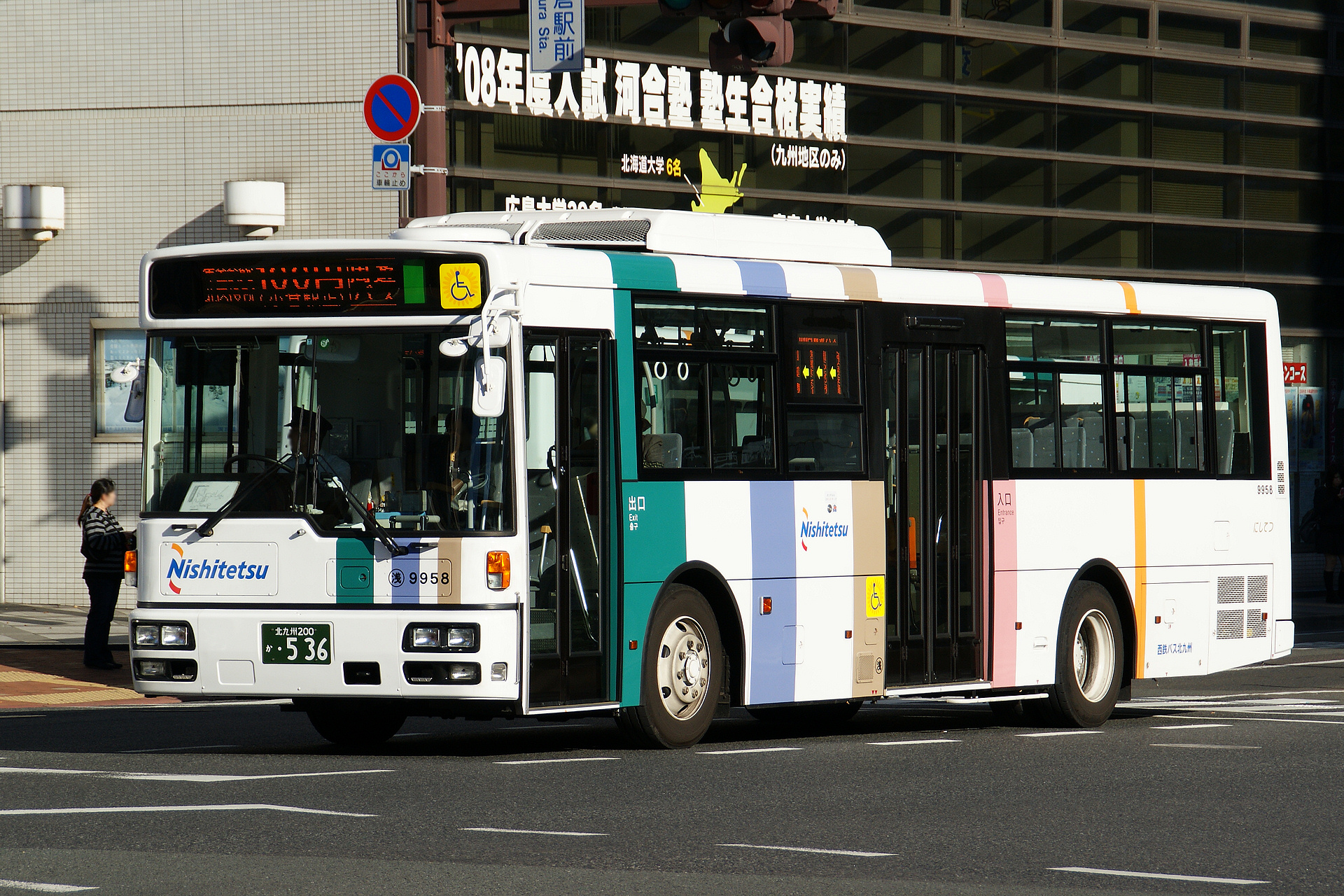
一般路線バス

西鉄バス北九州・浅野自動車営業所（にしてつバスきたきゅうしゅう・あさのじどうしゃえいぎょうしょ）は、かつて西鉄バス北九州の営業所のひとつで、小倉北区・小倉南区・門司区・八幡東区・八幡西区地区を営業範囲としていた。

## 概要
所在地
福岡県北九州市小倉北区浅野3丁目7番55号

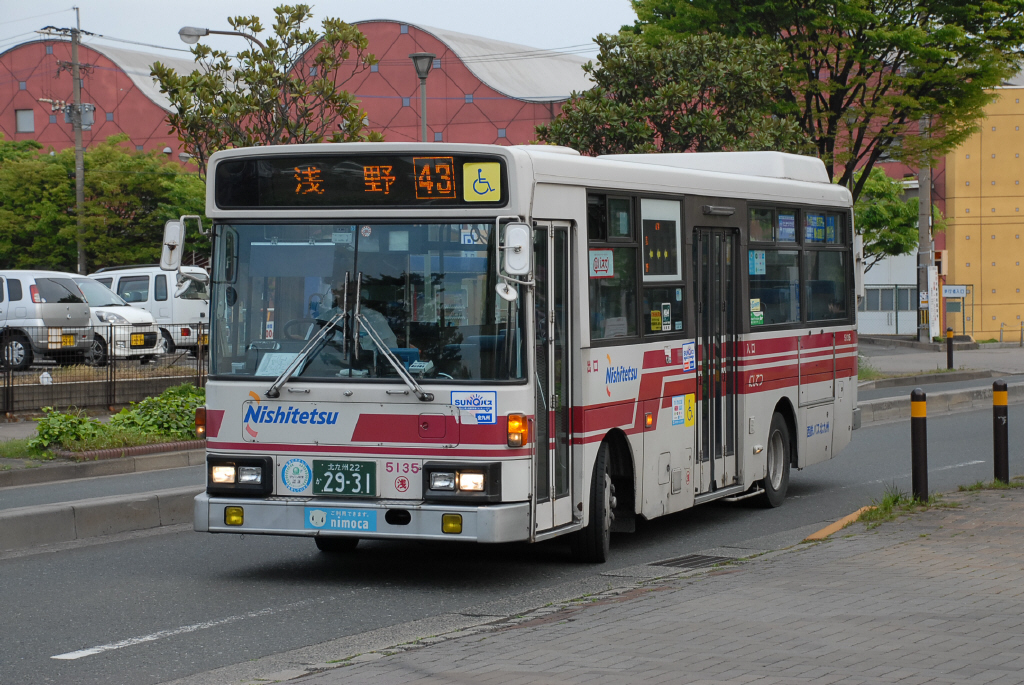
入庫する路線車

- 入庫する路線車JR小倉駅北側の、西日本総合展示場の北隣に位置されていた。
- 歴史は比較的古いほうであり、かつては多くの路線を担当していたが、乗客の減少などにより現在は縮小の一途をたどる[要出典]。
- 一時、西鉄バス京築に管理委託されていた時期もあったが、西鉄バス北九州発足時に復帰した[要出典]。
- 北九州地区では、中谷営業所、香月営業所とともに、新人の育成担当として位置づけられている[要出典]。
- もとは、ここが小倉営業所で、現在の本社は「砂津営業所」と名乗っていたが、後に砂津が「小倉営業所」となり、ここは現在の名称に変更された[要出典]。
- 北九州市立スタジアム建設に伴い道路を移設する必要が生じたことなどもあり、2014年4月26日の営業終了を以って青葉車庫に移設されることが決まった。これに伴い[要出典]営業所前の併設していた「浅野」バス停と隣の「浅野二丁目」バス停のうち「（AIMビル前）」バス停が廃止となったため併設バス停は存在しない[1]。

## 沿革
- 2000年 西日本鉄道から西鉄バス京築に管理委託[要出典]。
- 2002年10月 西鉄バス北九州に吸収[要出典]。
- 2014年4月26日 この日の営業終了を以って浅野営業所は西鉄観光バス北九州支社内に西鉄バス北九州青葉自動車営業所として移設された[1]。[要出典]

## 廃止された路線
太字は、当該停留所が始発終着となる便があることを示す。
2014年4月26日の営業終了を以って浅野営業所所管の路線は青葉営業所所管へと変更された

### 100円周遊バス
福岡市内の100円バスの北九州版。平日と土日で運行区間が一部異なる。全便スロープ付バスでの運行である。
- 2008年3月24日のダイヤ改正から45番の間合い運行として、大型車の運用が定期的に入るようになった。
- 2009年7月21日のダイヤ改正以降は、香月営業所も運行に加わっている。
- 2011年4月1日のダイヤ改正で路線廃止。

■内回り
小倉駅バスセンター→銀天街入口→魚町→室町・リバーウォーク→西小倉駅→八坂神社前→小倉城・松本清張記念館前→勝山公園入口→九州厚生年金会館・ムーブ前→大手町→公団大手町住宅前→小倉北区役所前→【曜日別】→平和通り→小倉駅バスセンター
■外回り
小倉駅バスセンター→平和通り→【曜日別】→小倉北区役所前→公団大手町住宅前→大手町→九州厚生年金会館・ムーブ前→勝山公園入口→小倉城・松本清張記念館前→八坂神社前→西小倉駅→西小倉駅前→室町・リバーウォーク→勝山橋→魚町→小倉駅バスセンター
曜日別の運行ルートは以下の通り。
平日
小倉北区役所前 - 紫川鉄の橋 - 市立医療センター前 - 紺屋町 - 平和通り
土日祝日
小倉北区役所前 - 北九州市役所前 - 旦過橋クエスト前 - 平和通り

### 小倉 - 黒崎線
小倉営業所へ移管。現在は砂津発着だが、以前は浅野発着であった。また、当時は新黒崎バスセンター新設前だった。
■□22
浅野 - 小倉駅バスセンター - 三萩野- 南小倉駅前 - 到津の森公園 - 中央二丁目 - 西黒崎バスターミナル

### 浅野 - 黒崎線
4
八幡駅→中央二丁目→七条→上到津→到津の森公園→三萩野→北方→小倉南区役所→企救中学校前→北方→三萩野→到津の森公園→上到津→七条→中央二丁目→八幡駅前
- もとは西鉄北方線の代替路線。開設当初は旧黒崎バスセンターまで乗り入れていたが、後に八幡駅前まで短縮。近年大幅な減便が行われ、現状では平日・土曜朝に2往復のみの運行となっている。2014年4月26日の営業終了を以って青葉営業所所管へと変更された。

43
小倉記念病院 - 小倉駅バスセンター - 三萩野 - 到津の森公園 - 槻田 - 七条 - 中央二丁目 - 八幡駅
小倉記念病院 - 小倉駅バスセンター - 三萩野 - 到津の森公園 - 槻田 - 七条 - 中央三丁目 - スペースワールド駅
浅野 - 小倉駅バスセンター - 三萩野 - 到津の森公園 - 槻田 - 七条 - 中央二丁目 - 八幡駅
浅野 - 小倉駅バスセンター - 三萩野 - 到津の森公園 - 槻田 - 七条 - 中央三丁目 - スペースワールド駅
- 香月営業所と共管。小倉記念病院発着便は平日のみ、スペースワールド駅発着便は日中のみ運行。八幡高校経由の通学便や黒崎・香月方面の便は香月営業所のみ担当。スペースワールド駅発着はイオンモール八幡東などへのアクセスとして設定されており、他のスペースワールド発着路線と違って1つ手前のスペースワールド駅までとなっていた。2014年4月26日の営業終了を以って青葉営業所所管へと変更された。

45
八幡駅→中央二丁目→七条→槻田→愛の家→蒲生入口→木町→九州厚生年金会館・ムーブ前→小倉城・松本清張記念館前→魚町→小倉駅バスセンター→砂津

### 小倉 (井堀) 戸畑線
小倉営業所へ移管。現在は砂津発着だが、以前は浅野発着であった（さらにその前は砂津発着だった）。当時は、浅野営業所の単独運行であった。
■■25
浅野 - 小倉駅バスセンター - 三萩野 - 南小倉駅前 - 一枝 - 浅生通り - 戸畑都心部
戸畑都心部の行先は、戸畑渡場、戸畑営業所、戸畑駅の3パターンがあった。現在の砂津発着便は全て戸畑駅止め。
■■26
浅野 - 小倉駅バスセンター - 三萩野 - 南小倉駅前 - 一枝 - 浅生通り - 若松駅
■■27
浅野 - 小倉駅バスセンター - 三萩野 - 南小倉駅前 - 到津遊園 - 槻田 - 松尾町 - 七条 - 鞘ヶ谷 - 若松駅／戸畑営業所

### 若園線
2003年4月に中谷営業所へ一部移管され、2006年3月11日に全面移管。現在は砂津発着だが、以前は浅野発着であった。また過去には、さらに複雑な路線が組まれていた。
■□12
浅野 - 小倉駅バスセンター - 三萩野 - 城野駅前 - 若園 - 企救中学校前 - 小倉南区役所
浅野 - 小倉駅バスセンター - 三萩野 - 城野駅前 - 若園 - 企救中学校前 - 自動車免許試験場前
1992年ごろまでは、小倉駅-三萩野間はみかげ通り経由だった。
■□12A
浅野 - 小倉駅バスセンター - 三萩野 - （322号線バイパス） - 小倉南区役所

### 今町線
もと（1990年代中頃まで）は24番で、蒲生線の派生。2002年3月に中谷営業所へ移管。
■□21
- 浅野 - 小倉駅バスセンター - 三萩野 - 小倉記念病院 - 今町 - 恵里
- 砂津 - 小倉駅バスセンター - 三萩野 - 小倉記念病院 - 今町 - 恵里

系統番号が丸囲み表記だった時代は中谷発着と区別するため、囲みを青色で表示していた。

### 門司駅 - 山田線
中谷営業所管轄の蒲生線と2008年3月に一部再統合された。このため、45番についてはその際大幅減便され、2009年7月20日いっぱいで愛の家車庫便は廃止。赤坂海岸循環については再統合に合わせて分離され、移管された。
24（赤坂海岸循環）
小倉駅バスセンター→浅野二丁目→末広→延命寺臨海公園→赤坂海岸→末広→浅野二丁目→小倉駅バスセンター
かつては中谷・西谷変電所発着だったが、分離と同時に浅野に移管された。赤坂海岸第四到着後は門司駅まで回送され、49番愛の家車庫行きとなる。平日・土曜朝のみ運行。2014年4月26日の営業終了を以って青葉営業所所管へと変更された。
■□45
砂津 - 小倉駅バスセンター - 魚町 - 小倉城・松本清張記念館前 - ソレイユホール・ムーブ前 - 木町 - 蒲生入口 - 山田緑地
2008年3月24日のダイヤ改正で更に減便。また2009年の愛の家車庫便廃止で土休日のみの運行となった。山田緑地到着後は折り返し砂津行きになる場合、山田緑地折返場で待機、次便が49番になる場合は愛の家車庫まで回送される。2014年4月26日の営業終了を以って青葉営業所所管へと変更された。
■□45
砂津 - 小倉駅バスセンター - 魚町 - 小倉城・松本清張記念館前 - 九州厚生年金会館・ムーブ前 - 木町 - 蒲生入口 - 愛の家車庫
愛の家車庫 - 砂津間を魚町、九州厚生年金会館経由で結ぶ路線。2009年7月21日のダイヤ改正で廃止された。
■□49
門司駅前 - 大里桃山町 - 緑ヶ丘中学校下 - 藤松公団前 - 鳥越 - 赤坂 - 砂津 - 小倉駅入口 - 三萩野 - 木町 - 蒲生入口 - 愛の家車庫
愛の家車庫 - 砂津 - 門司駅前間を三萩野、大里桃山町経由で結ぶ路線。藤松・大里桃山町経由のため門司駅方面は遠回りとなる。基本は1時間に3本運行。2014年4月26日の営業終了を以って青葉営業所所管へと変更された。

### 小倉 (199) 戸畑線
2008年3月24日のダイヤ改正で担当営業所が小倉営業所に変わった。
■□99
- 砂津 - 小倉駅北口 - ゴルフウエスポ前 - 中央卸売市場 - 阪九フェリー
- 砂津 - 小倉駅バスセンター - 小倉駅前 - 小倉駅北口 - ゴルフウエスポ前 - 大橋通 - 若松区役所 - グリーンパーク

■□199
- 砂津 - 小倉駅BC - 小倉駅前 - 小倉駅北口 - <都市高速> - 大橋通 - 若松区役所 - グリーンパーク

### 霧丘 - 小倉駅線
■□8
浅野 - 小倉駅バスセンター - 三萩野 - 北九州市民球場 - 黒原 - 霧丘三丁目
■□9
浅野 - 小倉駅バスセンター - 三萩野 - 北九州市民球場 - 黒原 - 広寿山 - 大谷池
大半は小倉駅発着で霧丘方面との運行を実施している。9番に関しては数本のみ運転され、黒原から大谷池へ向かう路線で本数が少ない。北九州市民球場・メディアドーム・小倉競輪場へのアクセスとしても利用されている。大型車、大型および中型ワンステップ車が使用される。2014年4月26日の営業終了を以って青葉営業所所管へと変更された。

### 河内 - 中畑線
■□54
- 八幡駅 - 中央二丁目 - 大蔵 - 七条 - 中畑 - 山路（さんじ）
- 八幡駅 - 中央二丁目 - 大蔵 - 七条 - 八幡高校 - 中畑 - 山路
- 砂津→魚町→大門→金田→到津の森公園→松尾町→中畑→山路

砂津発は平日・土曜の早朝1本のみ出庫便として運転された（浅野から回送）。その後2014年4月26日の営業終了を以って砂津発は廃止された。
かつては上到津・猪倉発着もあった。上到津発着便は、以前の到津営業所および遊園前バス営業所担当分の名残りで、砂津には行っていなかった。八幡高校経由は平日・土曜の通学時間帯の一部のみ運転。2014年4月26日の営業終了を以って青葉営業所所管へと変更された。
■□56
- 八幡駅 - 中央二丁目 - 大蔵 - 上重田（かみじゅうた）
- 上重田 - 大蔵 - 中央三丁目 - イオンモール八幡東（中央三丁目止めは上重田方面のみ）
- 砂津→魚町→大門→金田→到津の森公園→七条→大蔵→上重田

砂津発は休日の早朝1本（上重田行き）のみ出庫便として運転された（浅野から回送）。その後2014年4月26日の営業終了を以って砂津発は廃止された。
これは以前の到津営業所および遊園前バス営業所担当分の名残りで、砂津には行っていなかった。中央三丁目行きは平日・土曜の朝のみ運転。イオンモール八幡東発着は日中を中心に毎時1本が運転された。2014年4月26日の営業終了を以って青葉営業所所管へと変更された。
かつては上到津発着便もあった他、2011年までは上重田より奥の河内貯水池・田代まで運行されていた。

### 北九州空港線
北九州空港移転前の路線。現在は北九州空港エアポートバス（若松・戸畑 - 小倉 - 北九州空港線）に移行して廃止。新路線は小倉・戸畑両営業所の担当。
快速

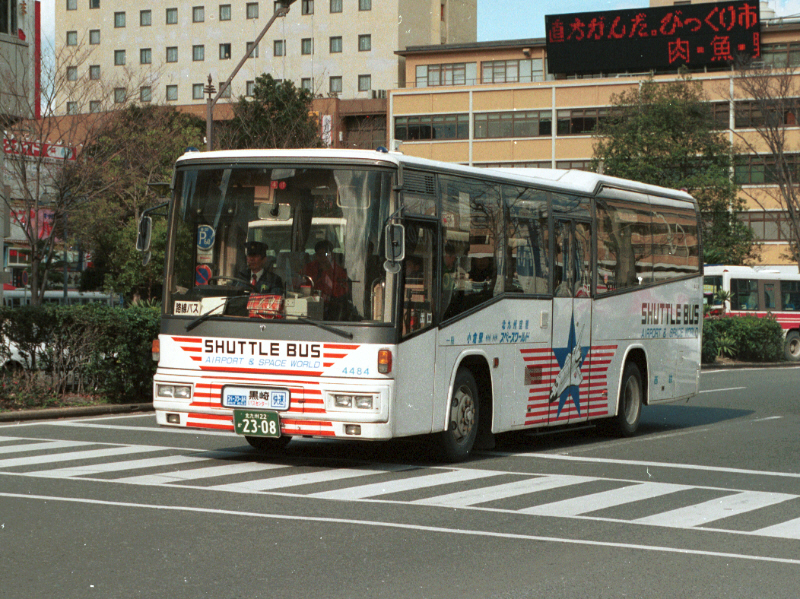
小倉駅前にて撮影

小倉駅バスセンター - 平和通り - 市立医療センター前 - 三萩野 - （北九州都市高速1号線） - 下曽根駅前 - 北九州空港
以前は都市高速を経由せず、「小倉駅バスセンター - 平和通 - 市立医療センター - 三萩野 - 湯川 - 下曽根駅前 - 北九州空港」の経路で運転されていた。

### 泉台循環線
□無番
- 愛の家車庫 → 高尾一丁目 → 九州歯科大前 → 到津の森公園前 → 泉台団地 → 高尾一丁目 → 九州歯科大前 → 到津の森公園前 → 泉台団地 → 愛の家車庫

小倉北区の泉台・高尾地区の住宅地の利便性向上を図る社会実験路線として、2013年10月1日〜12月31日の期間限定で運行。愛の家車庫を出発し、泉台・高尾地区と到津地区を反時計回りに2周して愛の家車庫に戻るルート。1時間に1本の運行（2周するため愛の家車庫以外は実質1時間2本運行）。マイクロバス（三菱・ローザ）を使用していた。
社会実験期間終了に伴い2013年12月31日の最終バスの運行をもって終了した。

## 西鉄バス北九州・青葉自動車営業所

### 概要
所在地
福岡県北九州市小倉北区青葉1丁目2番32号（西鉄観光バス・北九州支社・北九西鉄交通本社併設）
- 西鉄バスの浅野営業所が北九州市立スタジアム建設に伴い道路を移設する必要が生じたことなどもあり、2014年4月26日青葉車庫に移設されることが決まった[1]。
- 併設バス停の名称は「青葉車庫」で、営業所入口にある。青葉自動車営業所開設前から、主に小倉南区・門司区からの路線が利用している。なおバス停の構造上、入出庫便以外は停車できないため、営業所前の国道199号線を通過する路線は、小倉高校下バス停が最寄りとなる。

### 沿革
- 2014年4月27日 西鉄バス北九州青葉自動車営業所として開設された[1]。
- 2022年3月11日をもって営業を終了し、同年3月12日に小倉自動車営業所へ統合された。

### 管轄路線
2022年3月11日廃止時点の路線（太字は終点・始発停留所）

#### 槻田線
小倉駅と三萩野・歯大前・槻田を経て、七条・八幡を結ぶ系統。過去は浅野→青葉車庫（43番の一部は小倉記念病院）で発着していたが、2022年1月29日ダイヤ改正で全便小倉駅バスセンター発着となった。また、それまで「青葉 - 黒崎線」を名乗っていた路線名を「槻田線」と改めた。
□■43
小倉駅バスセンター - 平和通り - 三萩野 - 木町 - 南小倉駅前 - 歯大前 - 到津の森公園前 - 槻田 - 七条 - 荒生田公園下 - 大蔵 - 中央二丁目 - 八幡駅
小倉駅バスセンター - 平和通り - 三萩野 - 木町 - 南小倉駅前 - 歯大前 - 到津の森公園前 - 槻田 - 七条 - スピナラソリエ高見店前
- スピナラソリエ高見店前、八幡駅を発着とする系統。2020年3月14日ダイヤ改正で平日朝を除き、八幡駅からスピナラソリエ高見店前に短縮され、2022年1月29日現在八幡駅発着は上下1便のみとなっている。
- 香月営業所と共管。八幡駅発着は当営業所が、派生系統である143番は香月営業所が担当。

□■46
小倉駅バスセンター - 平和通り - 三萩野 - 木町 - 南小倉駅前 - 歯大前 - 到津の森公園前 - 槻田 - 山路ランプ入口 - 八幡高校前 - 八幡東ニュータウン第一
- 2015年3月のダイヤ改正によってできた新系統。朝に小倉駅行き、夕方に八幡東ニュータウン行きとその折返しの小倉駅行きが数本運行される。八幡高校前 - 八幡東ニュータウン第一間は46番を運行しない時間帯はスピナラソリエ高見店前発着の55番を運行する。（55番については、後述。）

□無番
七条→八幡高校前
- 停車停留所のみ記載。
- 八幡高校前到着後は八幡東ニュータウン第一へ回送し、46番青葉車庫行きとなる。なお、日祝日は運行しない。七条→八幡高校間のみ八幡営業所と共管。（黒崎発のみ八幡営業所が担当）

#### 門司駅 - 山田線
全便再統合に合わせて分離され、移管された。
□ 24
小倉駅バスセンター → 末広一丁目 → 延命寺臨海公園 → 赤坂海岸第四
小倉駅バスセンター ← 末広一丁目 ← 赤坂海岸第四 ← 延命寺臨海公園
- 朝に小倉駅発赤坂海岸第四行きを、夕方に延命寺臨海公園発小倉駅行きを運行。土曜は朝の赤坂海岸第四行きのみ運行で、日祝は運休する。
- 赤坂海岸第四到着後は門司駅まで回送され、49番愛の家車庫行きとなる。

■□■ 49
門司駅前 - 大里桃山町 - 緑ヶ丘中学校下 - 藤松公団前 - 鳥越 - 赤坂 - 砂津 - 小倉駅入口 - 平和通り - 三萩野 - 木町 - 宮田町 - 蒲生入口 - 愛の家車庫
- 愛の家車庫 - 砂津 - 門司駅前間を三萩野、大里桃山町経由で結ぶ路線。藤松・大里桃山町経由のため門司駅方面は遠回りとなる。基本は1時間に3本運行。

#### 霧丘 - 小倉駅線
小倉駅と三萩野・北九州市民球場・黒原を経て、霧丘三丁目を結ぶ系統。北九州市民球場・メディアドーム・小倉競輪場へのアクセスとしても利用されている。過去は浅野→青葉車庫も発着していたが、2022年1月29日ダイヤ改正で全便小倉駅バスセンター発着となった。また、黒原から分岐して広寿山・大谷池を結ぶ9番を廃止した。
□■ 8
小倉駅バスセンター - 平和通り - 三萩野 - 北九州市民球場 - 黒原一丁目 - 霧丘三丁目
- 大半は小倉駅到着後、そのまま霧丘方面に連続運行する。
- 2017年12月25日からは大半の便が北九西鉄タクシーとの共同運行となっている。

#### 河内 - 中畑線
いずれも七条を通る系統。
■□ 54
スピナラソリエ高見店前 - 七条 - 中畑 - 山路（さんじ）
山路→中畑→七条→大蔵→中央二丁目→八幡駅
- 七条地区（スピナラソリエ高見店前）と山路を結ぶ系統。2015年10月1日の改正で、八幡駅発着は早朝の八幡駅行き1本のみとなり、残りは七条着・荒生田公園下発に短縮された。2016年3月26日の改正でスピナ高見店前（店舗リニューアル時にスピナラソリエ高見店前に改称）まで延長。

■□ 56
八幡駅 - 中央二丁目 - 大蔵 - 上重田（かみじゅうた）
上重田 - 大蔵 - 中央三丁目 - イオンモール八幡東
- 中央三丁目行きは2015年10月1日の改正より日中にも運転されるようになった。イオンモール八幡東発着は日中を中心に毎時1本が運転された。

#### 七条フィーダー線

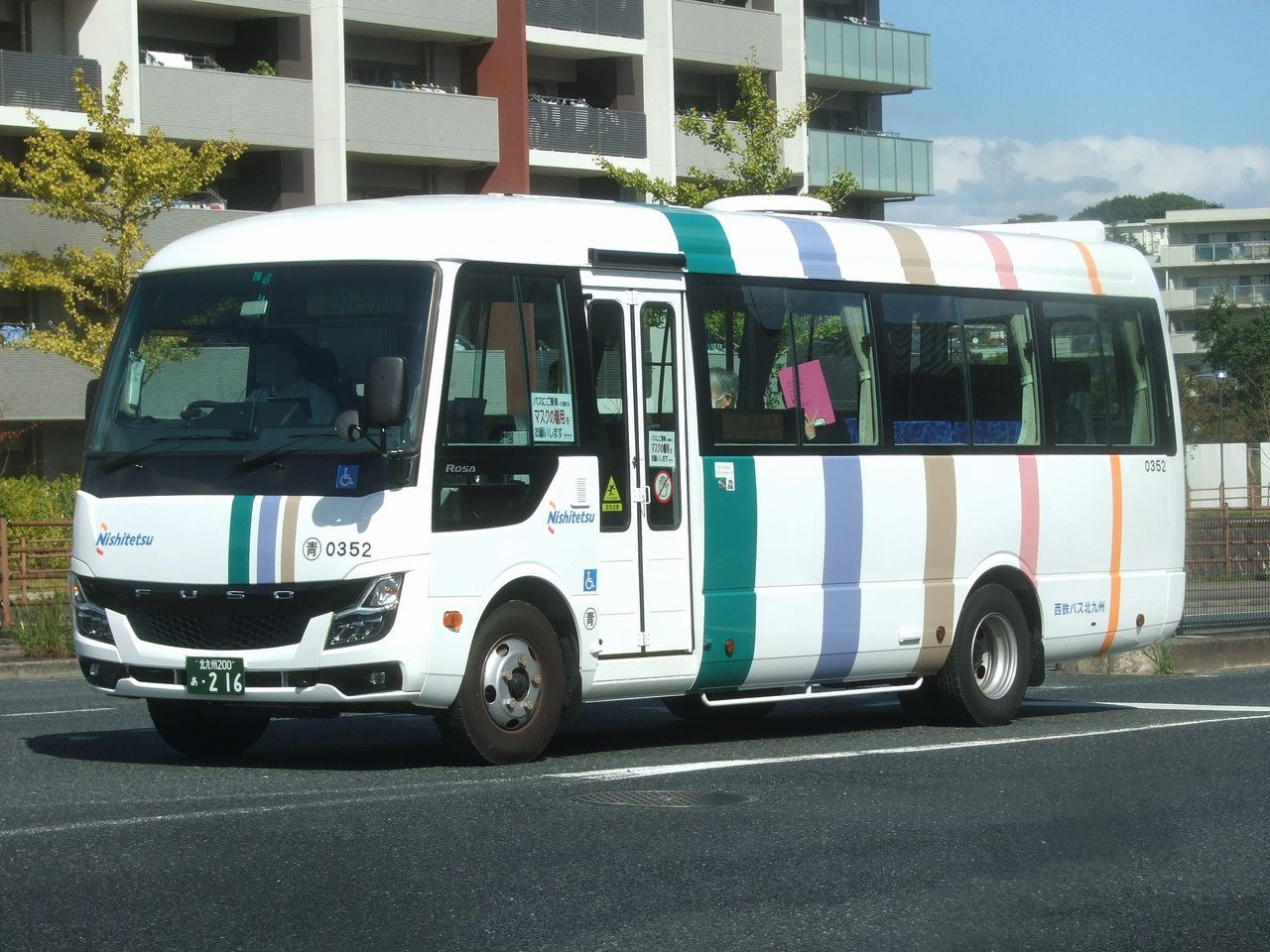
七条フィーダー線用の小型車

2021年3月13日のダイヤ改正で、それまで八幡東ニュータウン - 金田・小倉駅を結んでいた76番を廃止し、代替として新設した系統。七条にて小倉、黒崎、戸畑方面へ乗り継ぎとなる。
55
スピナラソリエ高見店前 - 七条 - 山路ランプ入口 - 八幡高校前 - 八幡東ニュータウン第一
- 2021年10月1日より中型車から小型車となった。

### 過去の路線

#### 青葉 - 黒崎線
■□43
（43番:現行路線 小倉記念病院 - 七条） - 中央三丁目 - スペースワールド駅
（43番:現行路線 青葉車庫 - 七条） - 中央三丁目 - スペースワールド駅
青葉車庫 - 大門 - 西小倉駅前 - 魚町 - （43番:現行路線 小倉駅バスセンター - スピナラソリエ高見店前・八幡駅）
小倉記念病院 - （43番:現行路線 小倉駅バスセンター - スピナラソリエ高見店前）
- 香月営業所と共管。スペースワールド駅発着便は日中のみ運行。八幡高校経由の通学便や黒崎・香月方面の便は香月営業所のみ担当。イオンモール八幡東などへのアクセスとして設定されており、他のスペースワールド発着路線と違って1つ手前のスペースワールド駅までとなっていたが、2015年3月14日に廃止となった。2022年1月29日改正で、青葉車庫ならびに小倉記念病院発着が廃止になり、小倉駅バスセンター発着になった。

■□46
青葉車庫 - 大門 - 西小倉駅前 - 魚町 - （46番:現行路線 小倉駅バスセンター - 八幡東ニュータウン第一）
2022年1月29日改正で、青葉車庫発着が廃止になり、小倉駅バスセンター発着になった。
■■4
八幡駅→中央二丁目→大蔵→荒生田公園下→七条→上到津→到津の森公園前→歯大前→南小倉駅前→木町→三萩野→片野二丁目→城野四角→富士見町→北方一丁目→小倉南区役所前→企救中学校前→北方一丁目→富士見町→城野四角→片野二丁目→三萩野→木町→南小倉駅前→歯大前→到津の森公園前→上到津→七条→荒生田公園下→大蔵→中央二丁目→八幡駅
- もとは西鉄北方線の代替路線。2000年代前半までは黒崎発着で毎時2本程度が運行されてきたが、上到津発着への区間短縮などを経て近年大幅な減便が行われ、現状では平日・土曜朝に2便のみの運行となっている。2021年3月で廃止されました。

■□76
砂津 - 小倉駅入口 - 魚町 - 西小倉駅前 - ソレイユホール・ムーブ前 - 金田 - 金田陸橋西 - 下到津 - 到津の森公園前 - 上到津 - 七条 - 山路ランプ入口 - 八幡高校前 - 八幡東ニュータウン第一
- 2015年3月のダイヤ改正で八幡東ニュータウン線から移管されると同時に青葉営業所が担当となった。2021年3月で廃止となり、代替路線55番(七条エリア～八幡東NT)に差し替えられ、七条にて小倉、黒崎、戸畑方面へ乗り継ぎが便利になった。

#### 門司駅 - 山田線
■□ 45
砂津 - 小倉駅バスセンター - 魚町 - 西小倉駅前 - ソレイユホール・ムーブ前 - 大手町西 - 木町 - 宮田町 - 蒲生入口 - 山田緑地
路線の大半が小倉駅BCから蒲生入口間で中谷営業所担当の蒲生線と重複している。山田緑地到着後は折り返し砂津行きになる場合、山田緑地折返場で待機、次便が49番になる場合は愛の家車庫まで回送される。土曜・休日のみ運行。2020年3月14日ダイヤ改正で中谷営業所へ移管された。

#### 河内 - 中畑線
■□54
八幡駅→中央二丁目→大蔵→（54番:現行路線 荒生田公園下 - 山路（さんじ））
八幡駅 - 中央二丁目 - 大蔵 - 七条 - 八幡高校 - 中畑 - 山路
- 八幡高校経由は平日・土曜の通学時間帯の一部のみ運転。2015年10月1日に八幡駅発の全便と八幡高校経由が廃止となった。

#### 霧丘 - 小倉駅線
■□ 8
青葉車庫 - 大門 - 西小倉駅前 - 魚町 - （8番:現行路線 小倉駅バスセンター - 霧丘三丁目)
■□ 9
青葉車庫 - 大門 - 西小倉駅前 - 魚町 - 小倉駅バスセンター - 平和通り - 三萩野 - 北九州市民球場 - 黒原一丁目 - 広寿山 - 富野小学校前 - 大谷池
- 上記の路線・区間が、2022年1月29日改正で廃止された。9番に関しては数本のみ運転され、黒原から大谷池へ向かう路線で本数が少なかった。

#### 泉台・高尾地区ミニバス
無番
西鉄ストア到津 - 到津の森公園前 - 泉台団地 - 高尾一丁目 - 九州歯科大前 - 到津の森公園前 - 西鉄ストア到津
小倉北区の泉台・高尾地区の住宅地の利便性向上を図る社会実験路線として、2014年9月24日〜12月26日の期間限定で運行。2013年（上記）に次ぐ2度目の試験運行だが、2013年と比較して、起・終点を西鉄ストア到津店に変更して買物客への配慮とした他、内外両方向の運行に変更された。

#### KOKURA LOOP BUS

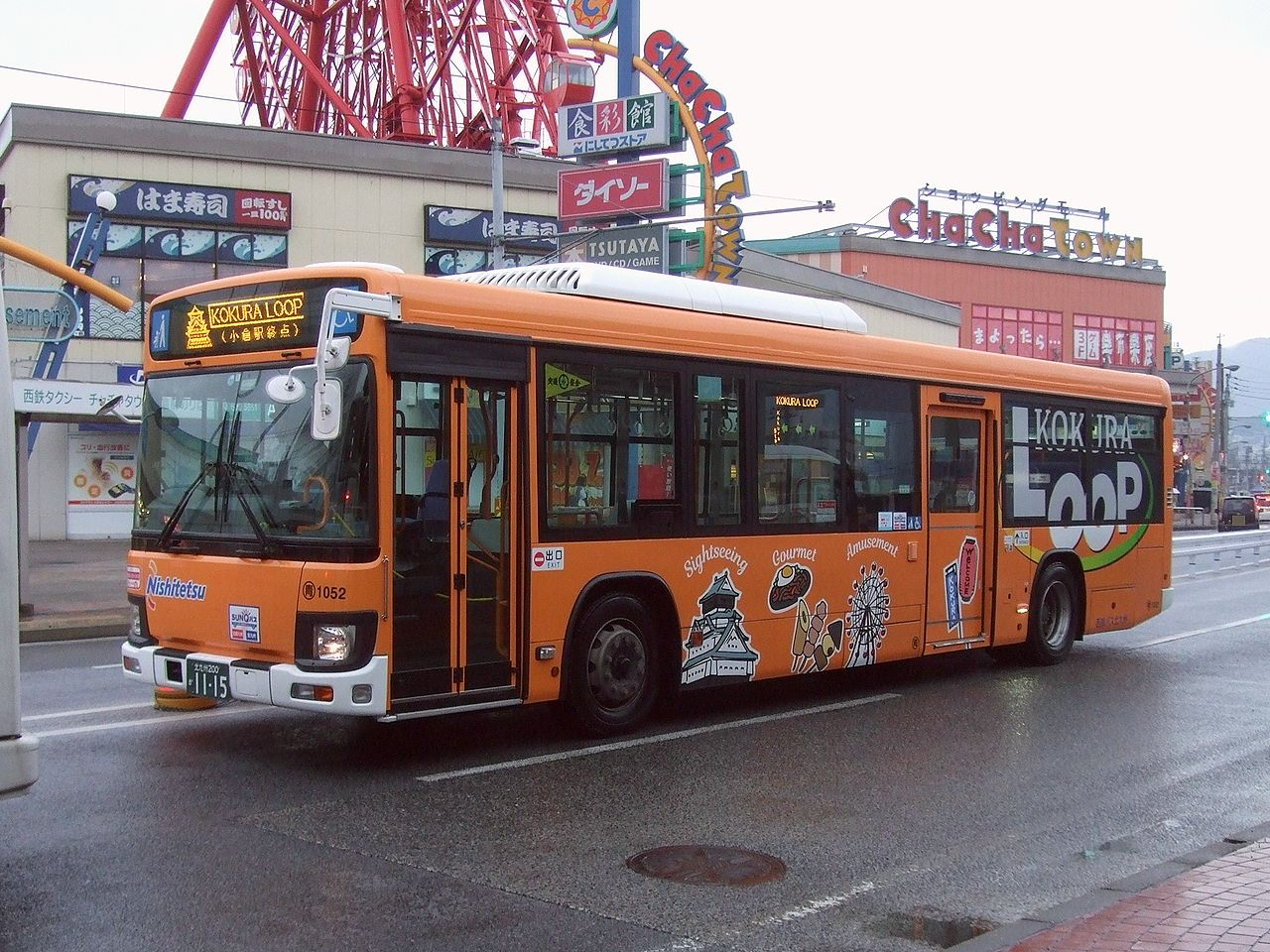
小倉ループバス

KOKURA LOOP
(9)チャチャタウン小倉（砂津）→(1)小倉駅（小倉駅バスセンター）→(2)井筒屋・銀天街入口（魚町）→(3)リバーウォーク北九州（室町・リバーウォーク）→(4)小倉城（小倉城・松本清張記念館前）→(5)旦過市場（紺屋町）→(6)TOTOミュージアム（貴船町）→(7)黄金市場（黄金町）→(8)ドン・キホーテ（中津口）→(9)チャチャタウン小倉（砂津）→(1)小倉駅（小倉駅バスセンター）
小倉都心部の観光地を結ぶ、外国人を含む観光客向けの循環路線で、2018年12月1日から2019年2月28日まで実証運行、2019年3月1日からは試験運行に移行したが、訪日観光客の減少に伴う利用者減を理由に2019年12月20日限りで休止。
専用車を使用し、9時台から19時台まで概ね1時間間隔での運行。既存の停留所に専用の停留所標柱を併設しており、停留所名は既存停留所名（カッコ内）とは異なる。
運賃は100円均一。nimocaなどの交通系ICカードや一日フリー乗車券は利用できるが、ICカード定期券（定期券・得パス・グランドパス65）は利用できない。

## 車両
- 路線車…大型（UDトラックス（旧:日産ディーゼル）（いずれも西工B型）、 いすゞ・エルガ（純正車体））、中型（いすゞ・エルガミオ（純正車体））が配置されている。中型は門司駅 - 山田線以外で使用される。小型は三菱ふそう・ローザが配置されている。小型は七条フィーダー線で使用される。
- 高速車…臨時高速用に日産D（西工B型）の配置。ヤフオクドーム・マリンメッセへの臨時バス専用。以前は三菱ふそう（西工S型）だったがその後、日産D（西工B型）と渡り、三菱ふそう（西工S型）に逆戻りしたが、再び日産D（西工B型）となった。

- 貸切車…中型貸切車が1台配置されている。

## 使用機器
- 運賃表示器、カードリーダーは小田原機器製、運賃箱はレシップ製を使用。